# Kosta Dimitrov
Kosta Dimitrov (* 29. března 1949 Sofie) je český politik, v letech 2006–2010 poslanec Poslanecké sněmovny za Českou stranu sociálně demokratickou, později přestoupil do Strany práv občanů ZEMANOVCI.

## Biografie
Profesí je ekonom, působil jako projektant v podniku Metroprojekt, v Železničním stavitelství Praha na postu náměstka ředitele obchodu a později coby ředitel podniků (TOS Středokluky, Safina a.s., Interleesing, a.s.). V roce 2006 Česká televize uvedla, že Dimitrov neoprávněně používá titul z Vysoké školy ekonomické v Praze, kterou měl vystudovat během zaměstnání. Následně ale VŠE uvedla, že titul zde skutečně získal a že předchozí informace poskytnuté školou, které byly základem pro reportáž ČT nebyly pravdivé.
V roce 1989 se stal členem ČSSD. V roce 2006 zastával funkci předsedy OVV ČSSD Praha 11, člena ÚVV ČSSD a člena finančního výboru MČ Praha 11. Je ženatý, má tři děti. Ve volbách v roce 2006 byl zvolen do poslanecké sněmovny za ČSSD (volební obvod Praha). Byl členem sněmovního výboru pro sociální politiku, volebního výboru a výboru pro zdravotnictví (v posledně jmenovaném v letech 2009–2010 působil jako místopředseda). Do ledna 2010 byl členem poslaneckého klubu ČSSD, pak působil po zbytek volebního období jako nezařazený poslanec. Ve sněmovně setrval do voleb v roce 2010.
V lednu 2010 vystoupil z ČSSD. Svůj krok zdůvodnil vývojem v sociální demokracii v posledních letech a také tím, že byl v ČSSD spojován s kauzou možných manipulací s členskou základnou v Praze 11 (v této městské části podle informací z roku 2008 do sociální demokracie masově vstupovali sociálně slabí lidé za úplatu). Kvůli tomu už před odchodem z ČSSD přešel do středočeské organizace sociální demokracie. Vedení ČSSD na Dimitrovův odchod reagovalo výzvou ke složení mandátu. Šéf poslaneckého klubu sociálních demokratů Bohuslav Sobotka označil za hlavní důvod dezerce fakt, že Dimitrov nebyl zařazen na kandidátní listinu ve středních Čechách. Následně byl přijat do Strany práv občanů ZEMANOVCI. Krátce poté nevyloučil, že by za SPOZ kandidoval v sněmovních volbách v Středočeském kraji. Miroslav Šlouf, hlavní manažer SPOZ ale o této ambici prohlásil, že ji zná jen z médií a dodal, že „Pan Dimitrov řekl v novinách, že když bude kandidovat, tak ve středních Čechách. Na přípravném výboru středočeské organizace naší strany ale byla úvaha, že by tam měl kandidovat, přijata s velkými rozpaky.“
V komunálních volbách roku 1998 a komunálních volbách roku 2002 neúspěšně kandidoval za ČSSD do zastupitelstva městské části Praha 11. Zvolen sem byl v komunálních volbách roku 2006 za ČSSD. Opětovně se neúspěšně o mandát v zastupitelstvu pokoušel v komunálních volbách roku 2010, nyní jako bezpartijní za subjekt Suverenita - blok Jany Bobošíkové, strana zdravého rozumu. Profesně se k roku 1998 a 2002 uvádí jako ekonom, následně k roku 2006 coby poslanec, v roce 2010 jako ekonom.